# Élios-Prónni
Le dème d'Élios-Prónni, en grec moderne : Δήμος Ελειού-Πρόννων, est un ancien dème de l'île Ionnienne de Céphalonie, en Grèce. Depuis 2011, il fait partie du dème d'Argostóli.
Selon le recensement de 2011, la population du dème d'Élios-Prónni compte 3 677 habitants.